# Carouge à capuchon
Chrysomus icterocephalus
Espèce
Statut de conservation UICN

 LC  : Préoccupation mineure
Répartition géographique
Synonymes
- Agelaius icterocephalus (Linnaeus, 1766)

Le Carouge à capuchon (Chrysomus icterocephalus) est une espèce de passereau de la famille des ictéridés.

## Systématique
D'après Alan P. Peterson, cette espèce est constituée des deux sous-espèces suivantes :
- C. i. bogotensis (Chapman, 1914)
- C. i. icterocephalus (Linnaeus, 1766)

## Distribution
Son aire s'étend à travers la Colombie, le Venezuela, le sud-ouest et la façade nord du plateau des Guyanes, Trinité, l’Amapá, l'Île de Marajó et les rivages de l'Amazone et en aval du río Ucayali.

## Habitat
Le Carouge à capuchon niche dans les marécages et les rizières peuplés de végétations émergentes, mais se nourrit souvent dans les terrains agricoles avoisinants. En dehors de la saison de nidification, on le voit autant dans les zones agricoles, les pâturages que les marécages.

## Nidification
Le nid, construit par le mâle et fait de matières végétales, est fixé aux tiges des plantes émergentes à environ 50 cm au-dessus de l’eau. Les œufs sont au nombre de deux à trois. Le Carouge à capuchon est fréquemment l’hôte du Vacher luisant.

## Galerie

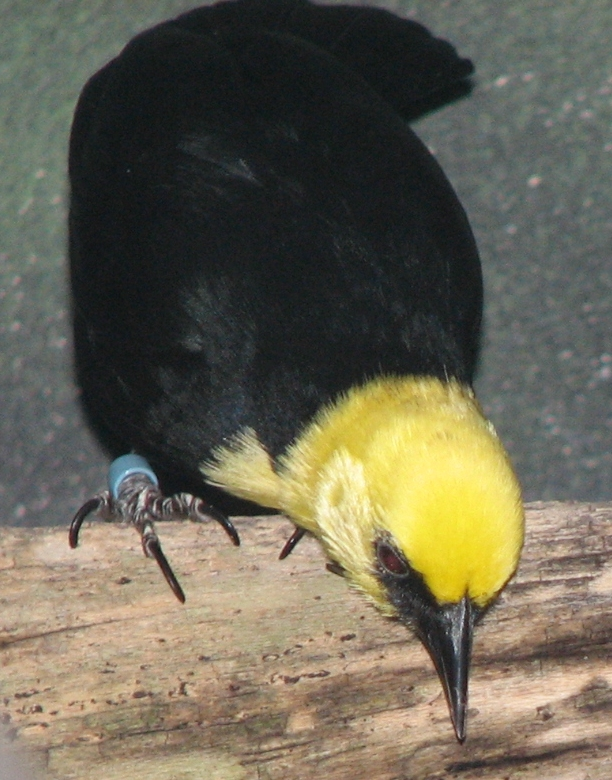
♂
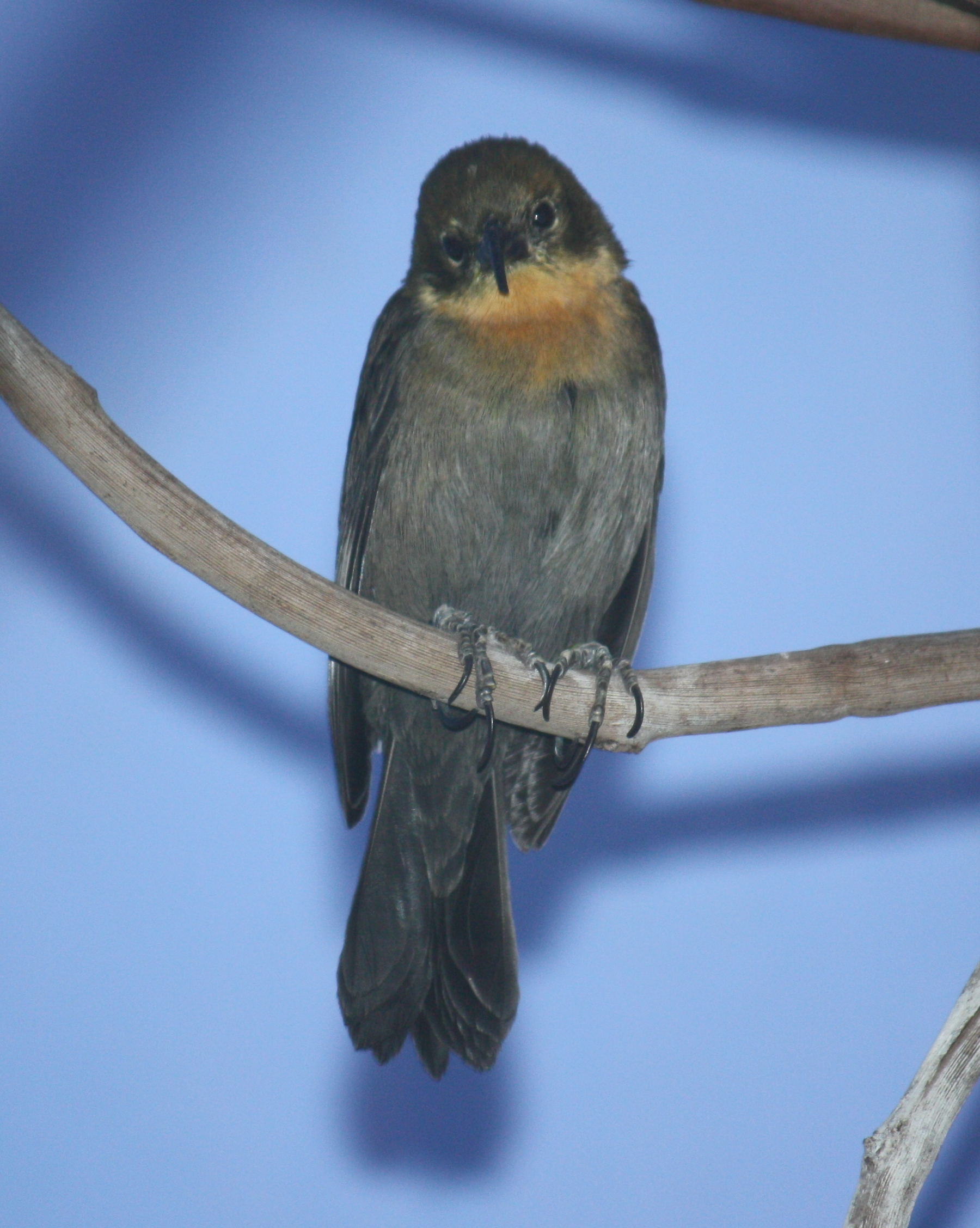
♀

## Comportement
Le Carouge à capuchon est territoriale et le mâle est polygyne. Un mâle peut s’accoupler avec un maximum de cinq femelles pour lesquelles il construit à chacune un nid. La femelle se charge de tapisser l’intérieur du nid avant de pondre ses œufs.